# Медвин (Белоцерковский район)
Ме́двин (укр. Медвин) — село в Медвинской сельской общине Белоцерковского района Киевской области Украины.
Население по переписи 2001 года составляло 3749 человек. Почтовый индекс — 09751. Телефонный код — 261. Код КОАТУУ — 3220683201.

## География
На юге село граничит с селом Писаревка, на юго-востоке с селом Хижинцы Лысянского района Черкасской области, на востоке с селом Щербашенцы, на севере с селом Дибровка и на западе с селом Побережка.
Административная принадлежность: с XVII века — Брацлавский уезд, с XIX века — Каневский уезд, с 1923 года — Медвинский район Корсуньского округа, с 1925 года — Белоцерковский округ, с 1930 года — Богуславский район, с 1962 года — Таращанский район, с 1965 года — Мироновский район, с 1966 года — снова Богуславский район.
С 4 ноября 2017 года — центр Медвинской объединенной территориальной общины в составе сёл Медвин, Дибровка, Побережка, Закутинцы, Софийка, Красногородка.

## Тотоха
Тотоха — древние земляные насыпи искусственного происхождения в 1 км к югу от села, вблизи от которых находились трипольские и скифские поселения, а также, по версии А. С. Иванченко, там была легендарная столица русичей Голунь. Тотоха попали в перечень семи мистических мест Украины в 2015 году.

## История

### Стародавние времена
Территория Медвина и его окрестностей, как свидетельствуют археологические исследования и многочисленные находки краеведов, была заселена со времен трипольской культуры. Наличие остатков посуды, керамических фигурок, наконечников стрел, деталей конской упряжи, костей, монет, скифские курганы свидетельствуют о хотя и не непрерывном, то регулярном проживания здесь наших далёких предков — фракийцев, скифов, сарматов, гуннов и других древних народов. Здесь раскопаны курганы эпохи бронзы, обнаружено поселение и исследован курган раннескифского периода. Центр первичного славянского городища X—XII веков, из которого выросло существующее ныне село, находился на Святой горе — это нынешняя юго-восточная часть его (Миколия), со временем границы двигались на северо-запад, к Чёрному пути, пока не заняли настоящего положения. Существует легенда о происхождении названия села, которая возникла будто во времена князя Владимира (Святославовича), когда на этом месте находилась княжеская медуша — хранилище запасов меда и вина…

#### Легенда
Пиры Владимира Великого, на которых рядом с вельможами угощались нищие и калеки, устраивались не только в Киеве, но и в других городах. В Киевских пригородах князь держал запасы напитков, так называемые «медушу», медосховища, и одно из них в этом месте. Предания говорят о страшном разорения от татар, которые истребили огнем и мечом все, что можно было уничтожить; что сто лет после опустошения Медвин оставался самгородом, то есть городом без жителей; те, кому довелось проходить мимо него ночью, слышали вой и рыдания и непременно блуждали лугами, ведомые злой силой; потом, для полного счастья рода человеческого, наступил мор людей, поэтому долго никто не решался заглянуть в самгород, заросший дремучим лесом, пока ведьма Касянка не «оборала» самгород петухами и не прогнала с него все зло; люди, вернувшись к самгороду, нашли тайный погреб, наполненный мёдом и вином ещё со времен Владимира Великого, и вся община, которая там собралась, потеряв рассудок от опьянения, побила посуду с напитками, которые наполнили ручей до такого состояния, что желающие черпали мёд и вино в смеси прямо из ручья ведрами.
В XIII века во время монголо-татарского нашествия Медвин был полностью разрушен. В 1362 году Медвин захватило Литовское княжество, а с 1569 года он вместе с Богуславом попал под власть Речи Посполитой. Как видно из люстрации 1615 года, его население не выполняло повинностей в пользу старосты, а отбывало военную службу в Богуславском полку. По королевским привилегиям 1620 и 1655 город Медвин получил Магдебургское право. Город имел собственные земли и управлялось старостами и судьями, избранными населением.
Медвин в начале XVI века считался пригородом Богуславя и от него зависел в своих хозяйственных делах. Есть благодарственный адрес Богуславского приказа 1520 года, данный медвинскому купцу Ярошину за похвальное управление делами пригорода. Но П. Г. Клепатский сомневается в приведенной дате — 1520 год, он считает, что датой основания города считается не 1520, а 1620 год.
Вблизи Медвина, в урочище Черкес-долина, происходили стычки между крестьянско-казацкими отрядами под предводительством Северина Наливайко (1596 год), П. Павлюка и К. Скидана (1637 год) с польскими войсками.
Тяжба, которую в конце XVIII века жители через своих уполномоченных: Туранского, Томашевского и Левитского — вели с назначенными владельцами, подтверждает, что Медвин еще в XVII веке считался вольным городом, пользовался правом распоряжаться своими землями, выбирал для себя старост и судей, что отмечалось и в королевских привилегиях 1620 и 1655 годов.
Во время освободительной войны 1648-1654 гг. под предводительством Богдана Хмельницького Медвин был освобожден из-под власти Польши и стал сотенным городом Корсунского полка. В 1654 году все население города присягнуло на верность Московскому государству. Однако борьба против Польши не прекратилась и после освободительной войны. В 1664 году царский воевода Григорий Косагов выдержал четырёхнедельную осаду в Медвине со стороны польских войск под руководством Стефана Чарнецкого.
После Андрусовского перемирия 1667 года Медвин вновь отошел к Польше. Участились нападения на Правобережную Украину, в том числе и на Медвин, крымских татар. В 1674 году московское войско и казацкие полки во главе с гетманом Левобережной Украины Иваном Самойловичем разбили под Медвином сердюков гетмана Правобережной Украины Петра Дорошенко и татар.
Население Медвина принимало активное участие в освободительной борьбе на Правобережной Украине под руководством Семена Палия. В 1685 году город был освобожден из-под гнета польской шляхты казацким войском во главе с полковником Самойло Самусем.
Однако после Прутского мира 1711 года в Медвин вернулась польская власть. В 1741 году в городе насчитывалось 120 дворов. Польское правительство отменило его права на самоуправление. Богуславские старосты заставляли жителей отбывать многочисленные работы в пользу замка и платить большие налоги, присваивали городские земли и силой отбирали продукты. По люстрации 1763 года, 157 дворов платили богуславским старостам чинш, ржаной осип, прудовое и другие платежи на сумму 8739 злотых. Лишь четыре незакрепанных[каких?] и пять слободянских дворов были освобождены от повинностей.
Жители Медвина принимали активное участие в гайдамацком движении, которое развернулось в Украине в XVIII веке. Во время Колиивщины (1768) через город прошел отряд гайдамаков во главе с Максимом Зализняком.
В 1774 году Медвин был передан в собственность королю Станиславу Августу Понятовскому, через три года в составе Богуславского староства он был подарен польским королём его племяннику Станиславу Понятовскому, а в 1793 году перешёл в собственность другого племянника, Юзефа Понятовского.
По люстрации 1789 года, в Медвине уже не было незакрепанных дворов. Все 366 дворов должны были отрабатывать 304 тягловых и 2886 пеших дней, платить косовое, прудовое, медовое, восковое, ржаной осип, чинш и другие поборы на сумму 17 064 злотых.
В 1792 году жители подали несколько жалоб в королевский трибунал, в которых писали о притеснениях со стороны старост и требовали восстановить городское самоуправление и вернуть городу его земли. Однако эти жалобы остались без рассмотрения. В жалобах медвинских поверенных, направленных в Варшаву, в главный Королевский трибунал Речи Посполитой, было указано, что после того, как у жителей отобрали право выбирать себе старост, предназначенные от короля старосты начали притеснять жителей податями и работами, городские земли стали называть своими, отбирали в свою пользу питейные откупы, заставляли свободных жителей караулить возле дворов старостовых или питьевых, или собирали на это деньги, требовали мещан в услугу дворовую, силой отбирали продукты и птицу. Жители просили восстановить городское самоуправление, вернуть земли городу, ликвидировать люстрации 1765 и 1789 годов, питейный откуп отдать городу, присудить со знатных старост взыскать убытки. Старосты Богуславского, Медвинского и Ржевутского староств были вызваны на суд в Варшаву, но суд не состоялся в связи с  очередным разделом Польши. Бумаги, относящиеся к этому делу, хранились долгое время в местной церкви как исторические памятники, а в 1859 году они были истребованы местной властью для уничтожения.
После второго раздела Польши (1793 год) Медвин вошел в состав Российской империи. В 1798 году он вместе с Богуславским ключом был продан князем Понятовским графу Франциску Ксаверию Браницкому за 4 млн злотых. Население Медвина, как и всего Богуславского ключа, отрабатывало по три дня барщины в неделю. Кроме того, крестьяне должны были выполнять ряд работ в интересах собственника и платить ему натуральную дань (давать определенное количество каплунов, кур и яиц в зависимости от разряда хозяйства). За малейшую провинность крестьян тяжело наказывали: били розгами, сажали в холодную, заковывали в колодки, а часто и забивали до смерти. В 1845 году в Медвине было более 800 дворов и 2675 ревизских душ, в том числе 2455 крепостных и 220 свободных. Население занималось земледелием, садоводством, пчеловодством.

### Вторая половина XIX — начало XX столетия
В первые годы после отмены крепостного права в 1861 году были столкновения за так называемые займища (места среди полей и лесов, на которых трудом крестьян были заложены сады и пасеки), которые экономия пыталась обложить особыми повышенными налогами или вытеснить с них крестьян. К счастью, против этих притязаний жители нашли защиту у главного губернского начальства: при содействии правительства на основе выкупной сделки 1863 года они приобрели в собственность 1083 десятины усадебной и 2569 десятин полевой земли за 218 920 рублей (совокупно с дополнительной платой, которую владельцы имений не захотели пожертвовать обедневшим крестьянам), и тем положен был конец дальнейшим недоразумением.
В 1871 году Медвин стал волостным центром Медвинской волости Каневского уезда Киевской губернии. В то время в селе были винокуренный и кирпичный заводы и пять водяных мельниц. В 1900 году здесь уже действовали два кирпичных завода, девять кузниц, две конноприводные мельницы и сорок пять ветряков. Значительное развитие приобрело мукомольное производство. В 1876 году было открыто одноклассное народное училище, в 1884 и 1888 годах — церковно-приходские школы при Успенской и Николаевской церквях, а в 1910 году — четырёхклассное городское министерское училище. В селе было две церкви: Николаевская и Успенская.
19 мая 1905 года в Медвинской экономии в знак протеста против мизерной оплаты труда началась забастовка. Около двухсот крестьян, работавших здесь по найму, предъявили управляющему требования об увеличении заработной платы. Забастовка длилась два дня и распространилась на соседние экономии. Активными его участникам были К. Я. Осауленко, И. и Л. Капицы, И. М. Громкий и другие крестьяне. Забастовку подавили силой. Часть крестьян арестовали, а тринадцать из них отдали под суд.
Жители Медвина принимали участие во многих событиях 1905, 1907 и 1917 годов — собирались на митинги и сходки с экономическими и политическими требованиями к власти, сжигали экономии, распространяли прокламации и большевистскую литературу. Тем не менее основная масса населения к большевикам относилась негативно.
Частые смены власти 1917—1918 годов вызвали сопротивление населения, и в апреле 1919 года, после перехода власти к большевикам, в Медвине и Исайках возникла самостоятельная республика. Мятежники протестовали против большевистского строя с его продразвёрстками. С помощью полка венгра Рудольфа Фекете батальоном Киевского уездного военкомата восстание было подавлено. 20 августа 1920 года, в ответ на очередную продразвёрстку и мобилизацию в Красную армию Медвин снова восстал, создав вторую Медвинскую республику, которая продержалась месяц и была разгромлена отрядом армии Будённого. Треть домов села при этом была сожжена, в том числе и Успенская церковь, священника которой убили вместе со всей семьёй.
13 октября 1920 года за якобы ограбленный обоз будённовцы взяли заложниками восемьдесят ни в чём не повинных мужчин в возрасте от восемнадцати до двадцати пяти лет — и убили их возле Ковтунового леса, недалеко от села. На месте преступления жители собрали окроплёенную кровью землю и насыпали могилу, на которой установили крест, позже — гранитный памятник, который стоит и сейчас.
После оккупации мини-республики большевики еще два десятилетия выискивали и уничтожали в Медвине всех, кто хоть как-то был причастен к восстанию. Всего за это время в Медвине советская власть уничтожила более шести тысяч человек.

## Известные уроженцы
- Кизима, Александр Леонтьевич (1913—1958) — советский хозяйственный деятель оборонной промышленности.
- Сигалов, Ибрагим Матвеевич (1924—1974) — советский архитектор.
- Денисенко, Владимир Терентьевич (1930—1984) — советский кинорежиссёр, сценарист, актёр.
- Собченко, Иван Сергеевич (р. 1944) — современный писатель, автор исторических романов.
- Василенко, Василий Яковлевич (р. 1955) — главный дирижёр «Донбасс-Опера», Народный артист Украины.
- Новаковский, Тадеуш (1879—1957) — польский архитектор, художник, капитан инженерных войск польской армии.